# Mandandanyi
Mandandanyi är ett utdött australiskt språk. Mandandanyi talades i Queensland i Australien och tillhörde de pama-nyunganska språken.